# Ezra Wheeler

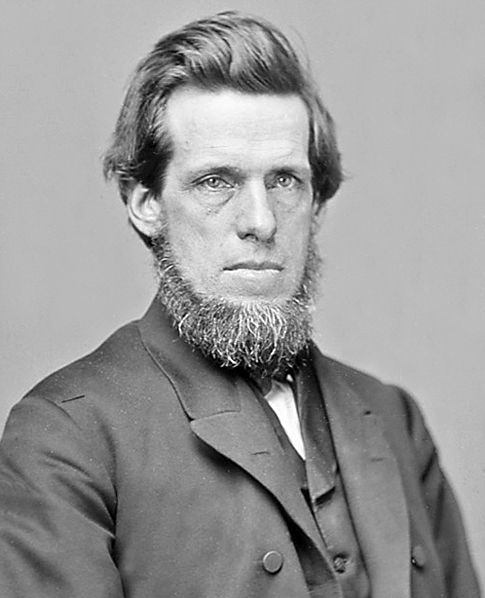
Ezra Wheeler

Ezra Wheeler (* 23. Dezember 1820 im Chenango County, New York; † 19. September 1871 in Pueblo, Colorado) war ein US-amerikanischer Politiker. Zwischen 1863 und 1865 vertrat er den Bundesstaat Wisconsin im US-Repräsentantenhaus.

## Werdegang
Nach der Grundschule besuchte Ezra Wheeler bis 1842 das Union College in Schenectady. Im Jahr 1849 zog er nach Berlin in Wisconsin. Nach einem anschließenden Jurastudium und seiner Zulassung als Rechtsanwalt begann er in dieser Stadt in seinem neuen Beruf zu  arbeiten. Zwischen 1854 und 1862 war er Bezirksrichter im dortigen Green Lake County.
Wheeler war Mitglied der Demokratischen Partei. Im Jahr 1853 wurde er in die Wisconsin State Assembly gewählt. Bei den Kongresswahlen des Jahres 1862 wurde er im damals neu geschaffenen fünften Wahlbezirk von Wisconsin in das US-Repräsentantenhaus in Washington, D.C. gewählt, wo er am 4. März 1863 sein neues Mandat antrat. Bis zum 3. März 1865 absolvierte er dann eine Legislaturperiode im Kongress. Diese war von den Ereignissen des Bürgerkrieges geprägt.
Nach seinem Ausscheiden aus dem US-Repräsentantenhaus arbeitete Wheeler wieder als Rechtsanwalt in Berlin. Im Jahr 1870 zog er aus gesundheitlichen Gründen nach Pueblo in Colorado. Dort arbeitete er seit Juni 1871 im Katasteramt. Er starb nur wenige Monate später am 19. September dieses Jahres und wurde in seinem früheren Wohnort Berlin beigesetzt.